# 簡瑋靚
簡瑋靚（1984年—），台灣大愛新聞氣象主播。

## 經歷
簡瑋靚是國立中央大學大氣科學系學士、大氣物理研究所碩士。畢業後進入天氣風險管理開發公司任職，曾擔任該公司天氣分析師、國語日報氣象主播營講師。現擔任天氣風險管理開發公司環境資源部經理、大愛新聞氣象主播（2010年－至今）、Yahoo!奇摩氣象主播。2013年獲得氣象預報證照。

## 氣象專業
- 天氣分析及預報
- 雲物理學
- 酸雨分析

## 外部連結
- 簡瑋靚在天氣風險管理開發公司網頁
- 簡瑋靚的Facebook專頁 （繁體中文）